# ケンシロウ
ケンシロウは、漫画『北斗の拳』に登場する架空の人物。本編の主人公である。

## プロフィール
週刊少年ジャンプ特別編集『北斗の拳 SPECIAL』のケンシロウデータバンクに掲載されたデータ
- 身長：185cm
- 体重：100kg
- スリーサイズ：バスト132cm・ウエスト90cm・ヒップ105cm
- 頭の大きさ：59cm、首の太さ：45cm
- 肺活量：8700c.c.
- 腕の太さ：48cm、リーチ：187cm、足の太さ：63cm、股下：92cm、靴のサイズ：29cm
- 握力・腕力・背筋力・脚力：計測不能
- 視力：暗闇でも生物のオーラを察知して光の中にいるのと同じように見える。
- 動体視力：放たれた矢も止まって見える。
- 聴力：2キロ先の内緒話も聞き取れる。
- 身体の特徴：秘孔を突くために人指し指と中指は、二指禅で特に鍛えられている。
- 嗅覚：猟犬並み。
- 味覚：毒物には敏感に反応する。
- 声：様々な音、動物の鳴き真似ができる。
- 筋力：緊張時なら小口径の銃弾も跳ね返せる。
- パンチ力：厚さ5mの岩も割る。
- 拳の速さ：百裂拳では3秒間に50発。
- キック力：200キロの大男を25mも蹴り飛ばす。
- 足の速さ：100m9秒台
- ジャンプ力：9m台
- 潜水時間：53分間
- 睡眠耐久力：1週間寝なくとも耐えられる。
- 絶食耐久力：3か月間食べなくとも体力が衰えない。
- 毒物耐久力：常人の致死量の5倍の青酸カリにも耐える。
- 記憶力：5万語を一度読むだけで記憶、反復できる。
- 誕生日：1970年代
- 血液型：不明
- 得意技：北斗神拳以外にも南斗108派の技が使える。
- 得意な武器：ヌンチャク、六節棍、投剣ほか
- 特技：体内に生体時計を持つ。誤差は一か月で±3秒
- 免許：一子相伝北斗神拳の免許皆伝
- くせ：戦う前に指をならす。
- 口ぐせ：あまりに無口なため誰も知らない。
- 趣味：新しい奥義の開発
- 好きな食べ物：世紀末では好き嫌いは言ってられないのでない[注 1]
- 好きな服装：動きやすく丈夫な革ジャン
- 病歴：なし
- 学歴：リュウケンによる超英才教育。特に中国医学に精通。

その他のデータ
- 年齢は設定を西暦2005年と仮定すると26〜30歳[2]
  - デアゴスティーニ『北斗の拳 DVDコレクション』創刊号（2014年）では、本編スタート時で18歳とされている[3]。
  - ロケットニュース24によれば、『シルシルミシル』で「連載開始時の年齢は17〜18歳」と紹介されたという[4]。
- 2006年にテレビ番組『トリビアの泉 〜素晴らしきムダ知識〜』で、ケンシロウの好きな食べ物について紹介された[5]。番組のインタビューで「世紀末でなかったら何が好きだったか」との質問に対して、原作の武論尊はリンゴ、作画の原哲夫はわたがしと答え、2人の協議の末「ビーフカレー」が好物とされた[5]。ビーフカレーは後に書泉とのコラボレーションで商品化、販売された[6]。

## 来歴
一子相伝の暗殺拳「北斗神拳」の第64代伝承者。ラオウ、トキ、ジャギの義弟であり、ヒョウの実弟。北斗神拳創始者であるシュケンを祖とする子孫。出生地は「修羅の国」（中国）。赤ん坊の頃「日本」へと送られた。ただ、これについて『蒼天の拳』では設定が異なる（後述）。
かつて恋人のユリアを南斗聖拳（南斗孤鷲拳）の使い手シンに奪われ、胸に北斗七星を模った七つの傷を負わされた。その経緯からシンを宿敵として追い、同時に周囲から「七つの傷の男」と呼ばれる。その途中で、バットやリンたちとの出会いを皮切りに世間や人々とのふれ合いに深く関わるようになり、バットを連れて再びKINGと名乗るシンを追う旅に出る。シンに敗れ、ユリアを奪われてからは執念深さと冷徹さを身につけ、悪党に対しては非情に徹することができるようになり、いつしか非情でなければ身につけられない「闘気」を纏うまでに成長する。
KINGの部下を次々に殺し、シンの所まで到達して彼を倒す。しかし、ユリアはシンの暴走に心を痛め、その直前シンの居城（サザンクロス）から身を投げていた（後に生存していることが判明）。ケンシロウは一時生きる目的を失いかけるが、バットやリンと共に、各地で虐げられている弱者たちを助けながら旅を続けていくことになる。
旅を続けながらゴッドランドやデビルリバースなどの強敵や、レイやシュウ、サウザーなど南斗六聖拳の猛者たちとの出会いと闘いを経て、世界の覇権、そしてユリアを我が物にせんとする拳王こと長兄ラオウとの対決に至る。その戦いの中での自分自身や強敵たちの様々な怒りや悲しみなどの想いを経て、歴代伝承者の誰もが為し得なかった究極奥義「無想転生」をも会得し、いつしか荒廃した世界に生きる人々の救世主的存在となってゆく。
そしてラオウとユリアの逝去後は、彼の遺志を継ぎジャコウ、カイオウ、コウケツ、バランといったラオウと因縁のある宿敵を倒し、彼の遺児であるリュウを後継者として育てる。最終的に自身やバットと因縁のあるボルゲを倒しバットとリンを結ばせ、再び終わることのない旅に出た。
物語終局で「死すならば戦いの荒野で」と北斗神拳伝承者として最後まで戦場に生きることを選んだ。

## 人物
冷静沈着かつ寡黙だが、初期では二人称が「てめえ」になるなどやや口調が荒くなることが何度かあった（アニメではそういった口調を抑えて「お前」や「貴様」に変更されている）。善人や子供、老人には優しさを見せ、最後まで敵対した非情な悪党であっても愛や哀しみを持つ者に対しては弔いの気持ちを見せる。一方で、同情の余地が全く無い悪党や、質問に答えられなかっただけの悪党、平気で人を殺しておきながら自身は追い詰められると命乞いをするという外道などに対しては、残忍かつ過激な手段で殺害するという冷酷な一面も持つ。そのため彼の取る殺害行動には、悪党でさえも唖然とさせたり、逆に殺された悪党に同情してしまう場面も少なくない。しかし制裁を加えることはあっても、ジャギやスペード、ボルゲのように止めを刺さなかったケースがあり、それが後の災厄を招いてしまうことも多々あった。ケンシロウの甘い性格と無用心さは義兄ラオウや親友シンにも危惧されており、特にシンの暴走の引き金となったのは、ケンシロウの甘さによって命を拾い、後に復讐鬼となったジャギにこの危惧を指摘されたことであった。激しい怒りを見せるときは、度々上半身の服が筋肉の隆起で破れる。
一対一の戦いにおいて自分に手傷を負わすなど、本気を出すに相応しい強者と対峙した場合は「相手の名を聞く」「『その名は覚えておこう』と告げる」など、善悪問わず優れた拳士には一定の敬意を示す事が多い。
また敵であっても悪でなければ、あえて手加減して正道に立ち返るように振る舞うことが多い（ライガとフウガ、アインなど）。さらに未熟さ故に愚かな真似をする者には、ケンシロウが自ら試練となって立ちはだかり、己の愚かさに気付かせ改心させようとすることもある。
戦闘は基本的に徒手空拳で行うが、獲物を持った敵を相手にしたり、命令によって攻撃してくるだけの多数の雑兵を掃討するなどの状況によっては、携帯している鉄の棒やヌンチャクなどの武具を使うこともあり、その場にある物を使って倒すことも稀にある。このように爆薬や火炎放射器などは使っているが、銃だけは手に入れても使わなかった。いずれにしろ、使用後はすぐに捨てて素手の戦闘スタイルに再び戻っており、ラオウやファルコといった強敵との対決では、武器を使うことは一切なかった。ただファルコとの対決のみ、拳の強さを計るためにヌンチャクで彼の攻撃を受け止めるも、ヌンチャクを砕かれた上にかすり傷を負っている。以降はヌンチャクを破壊して使用することもなくなった。200tもの大岩を軽々と持ち上げられるが、修羅の国編ではハンとの闘いにおいて、闘気で大岩を浮遊させるなど超能力じみた力も発揮している。カイオウとの初戦で倒された時は、赤鯱・シャチ親子の決死の救助の中、無意識のまま北斗宗家の血に目覚め、動けずしてなお魂で闘った。
『北斗の拳』サーガの「エピソード3」に当たる『蒼天の拳』ではケンシロウの誕生シーンから始まり、名前の由来（リュウケンの兄「霞拳志郎」から）や、頭に北斗七星の痣があることなどが明かされている。なお、そのシーンにおいてケンシロウの生年は197×年であり、日本で誕生したことが判明している。
読切版では霞という苗字があり、名前も「霞拳四郎」であった。中国版『北斗神拳』では「健次郎」になっている。

## 対人関係
女性関係はユリア一筋で、妙齢の女性からのアプローチにも関心を示さず、マミヤからのさり気ない好意やリンからの愛に応えることもなかった。物語の終盤で、リンからの愛を受け止めようとせず無愛想な態度を取ろうとするケンシロウに対し「女心のわからない人」とマミヤから責められている。過去にはユリアに似せて精巧に作られた人形や、ユリアと瓜二つの顔立ちのマミヤをユリアと見間違うこともあった。基本的には無表情であるが、稀に温かい笑みを見せる。
バットやリン、レイ、シャチなど親しい者からは「ケン」と呼ばれる。
尊敬している人物は師父であるリュウケンと義兄であるラオウとトキ、そして少年時代に南斗十人組手で対戦し、「敗者には死」という掟があるにもかかわらず敗北した自分を救うために両目を潰したシュウ。トキとの対戦では彼の華麗な技に「魅かれ追い続けた」と述懐し、ラオウとの最後の戦いでは「俺がめざした偉大なる長兄」と発言している。理想の女性像はユリア。
シンとレイには特に強い友情と敬意を抱いており、｢強敵（とも）｣を回想する場面ではラオウ、トキと共に彼らが前面に登場している。
ラオウの遺児リュウを後継者に指名するが、短い間に生きざまを教えただけで、師父リュウケンのように腰を据えて育てるつもりはないようだ。ケンシロウはもはや自分が導くのではなく、自分との旅でリュウが偉大なる人物を知り、その「男の死にざま」を見て、哀しみを知る心を刻みつけたことで、彼に流れるラオウの血が進むべき方向に導くものと確信しているようである。

## セリフ
流行語にもなった台詞に「お前はもう死んでいる」があるが、アニメでは多用されたこの台詞は、原作ではカサンドラにてカシムに対しての1回のみの使用である。ただし、第1話でZ-666に対して「お前はもう死んでる」、牙一族を相手に「きさまは既に死んでいる」、最終回では「お前は既に死んでいる」（この台詞が本編におけるケンシロウの最後の台詞である）など、似たような台詞はある。同時に北斗百裂拳を使用する際に発する「あたたたたたた」の台詞も非常に有名で、お笑いやドキュメンタリーなどでネタにされることが多く、その台詞を使ったパロディネタも存在する。またアニメ版と同時期（1984年10月11日）に始まったラジオ番組『mamiのRADIかるコミュニケーション』の冒頭では、「俺は『北斗の拳』のケンシロウだ。708ある経絡秘孔の内、mamiを突いた。お前はこれから、ずーっとこの放送を聴くことになる。お前はもう、聴いている」（2004年10月10日より現在のパターンに変更）という神谷明のナレーションが入っていた。
アニメにおいては担当声優である神谷明の「終わった!!」を、『燃えよドラゴン』のブルース・リーの叫び声「ホワタァー!」のように言うアドリブがメジャーである。このアドリブに関しては神谷明#北斗の拳を参照。

## キャスト

### 声優
青年期
神谷明
- テレビアニメ『北斗の拳』『北斗の拳2』
- 劇場版『北斗の拳』
- 実写映画『北斗の拳』吹き替え
- 『北斗の拳 (1995年のゲーム)』
- 『北斗の拳 激打』シリーズ
- 『パンチマニア 北斗の拳』シリーズ
- 『北斗の拳 世紀末救世主伝説』
- パチンコ『CR北斗の拳 (2002年)』、『CR北斗の拳 (2005年)』（実機）
- パチスロ『北斗の拳』（実機、PS2版）、『北斗の拳SE』（実機）
- 『SEGA AGES 2500 北斗の拳』
- 『北斗の拳 北斗神拳伝承者の道』
- その他テレビアニメ版準拠のCMなど

子安武人
- 『新・北斗の拳』
- 『ウイルスキラー北斗の拳』

河本邦弘
- 実戦パチスロ必勝法! 北斗の拳SE
- 実戦パチスロ必勝法! 北斗の拳2 乱世覇王伝 天覇の章
- 実戦パチスロ必勝法! 北斗の拳 ポータブル
- 実戦パチスロ必勝法! 北斗の拳SE ポータブル
- 実戦パチスロ必勝法! 北斗の拳 DS
- 実戦パチスロ必勝法! 北斗の拳SE DS
- 実戦パチスロ必勝法! 北斗の拳F 世紀末救世主伝説
- パチスロ北斗の拳2 乱世覇王伝天覇の章
- パチスロ北斗の拳2 ネクストゾーン将
- パチスロ北斗の拳 世紀末救世主伝説
- パチスロ北斗の拳 転生の章
- パチスロ北斗の拳 強敵
- A-SLOT北斗の拳 将
- パチスロ北斗の拳 修羅の国篇
- パチスロ北斗の拳 新伝説創造
- パチスロ北斗の拳 修羅の国篇 羅刹ver.
- パチスロ北斗の拳 天昇
- パチスロ北斗の拳 宿命
- スマスロ北斗の拳
- ぱちんこCR北斗の拳 ラオウ
- CRAデジハネ北斗の拳STV
- CRAデジハネ北斗の拳KVJ
- ぱちんこCR北斗の拳 剛掌
- ぱちんこCR北斗の拳 剛掌黒王バージョン
- ぱちんこCR北斗の拳 百裂
- CR北斗の拳 慈母
- ぱちんこCR北斗の拳 金色
- デジテンCR北斗の拳 有情
- ぱちんこCR北斗の拳5 覇者
- ぱちんこCR北斗の拳5 百裂
- デジハネCR北斗の拳5 慈母
- ぱちんこCR北斗の拳6 拳王
- ぱちんこCR北斗の拳6 宿命
- ぱちんこCR北斗の拳6 天翔百裂
- デジハネCR北斗の拳6 慈母
- ぱちんこCR北斗の拳7 転生
- ぱちんこCR北斗の拳7 百裂乱舞
- デジハネPA北斗の拳7 天破
- P北斗の拳8 覇王
- P北斗の拳8 救世主
- P北斗の拳8 究極乱世
- P北斗の拳9 闘神
- P北斗の拳 強敵 LT
- Pe北斗の拳10
- 『北斗の拳 (対戦型格闘ゲーム)』
- 北斗の拳 審判の双蒼星 拳豪列伝
- お台場冒険王2006内アトラクション『北斗ミュージアム「北斗の拳英雄伝 〜台場の章〜」』
- 『北斗の拳 スマートショック』
- 『北斗の拳 LEGENDS ReVIVE』
- 『邪神ちゃんドロップキック【世紀末編】』
- その他各種外部出演など

阿部寛
- 『真救世主伝説 北斗の拳』シリーズ

石川英郎
- 『北斗の拳 ラオウ外伝 天の覇王』

小西克幸
- 『北斗無双』シリーズ
- 『ジェイスターズ ビクトリーバーサス』
- 『北斗の拳 イチゴ味』
- 『JUMP FORCE』
- 『Fit Boxing 北斗の拳 〜お前はもう痩せている〜』

古賀一史
- Flashアニメ『DD北斗之拳』

立花慎之介
- 『DD北斗の拳』シリーズ

黒田崇矢
- 『北斗が如く』
- 『北斗の拳 LEGENDS ReVIVE』（『北斗が如く』コラボ）

武内駿輔
- テレビアニメ『北斗の拳 -FIST OF THE NORTH STAR-』

幼少期
神谷明
- テレビアニメ『北斗の拳』

堀川亮
- テレビアニメ『北斗の拳』第101話、第107話

花輪英司
- 『真救世主伝説 北斗の拳 ラオウ伝 殉愛の章』

儀武ゆう子
- 『真救世主伝説 北斗の拳 ユリア伝』

下野紘
- 『真救世主伝説 北斗の拳 ラオウ伝 激闘の章』

進藤尚美
- 『真・北斗無双』

### 俳優
ゲイリー・ダニエルズ
- 実写映画『北斗の拳』

伊藤英明
- ロート製薬「デ・オウ」テレビCM

山田孝之
- 北斗が如く テレビCM

## 主な必殺技
- 北斗百裂拳
- 二指真空把
- 岩山両斬破
- 北斗残悔拳
- 北斗飛衛拳
- 北斗百方斬
- 北斗四方斬
- 北斗縦列斬
- 列火逆流拳
- 北斗有情猛翔破
- 北斗剛掌波

- 飛鳥空斬破
- 北斗翻車爆裂拳
- 交首破顔拳
- 北斗破顔拳
- 北斗撃墜指
- 北斗七死星点
- 北斗七死騎兵斬
- 北斗鋼裂把
- 北斗円環斬襲脚
- 北斗天帰掌

- 北斗十字斬
- 北斗柔破斬
- 北斗神拳・空極流舞
- 北斗双龍破
- 北斗龍撃虎
- 五指裂弾
- 北斗百裂脚
- 北斗千獄拉気拳

奥義・究極奥義
- 転龍呼吸法
- 残悔積歩拳
- 天破活殺
- 拳盗捨断
- 虚無背転
- 水影心
- 幻闇壊

- 無想転生
- 天破の構え
- 醒鋭孔
- 天将奔烈
- 北斗七死闘氣断
- 北斗天魁千烈掌
- 北斗有情拳全般

その他、奥義・水影心で写し撮った南斗聖拳の技を使用することもある。作中で使用したのは、レイの南斗水鳥拳の手刀、シュウの南斗白鷺拳の足技、ユダの南斗紅鶴拳の奥義・伝衝烈波など。

## モデル
作者いわく、初期の彼はブルース・リーに松田優作の性格を組み合わせたものだという。例えば、ひざを曲げ前足を前に伸ばし、左手を前に伸ばし、右手をあごから肩付近に構え、指先を伸ばし小指と親指を広げた構えは、まさにブルース・リー映画そのもの、ブルースのいう截拳道の構え方である。ヌンチャクのシーンや両手に鉄パイプで戦うシーンは、映画『燃えよドラゴン』を髣髴とさせる。また、ゴッドランド編での戦闘描写が『燃えよドラゴン』の1シーンを参考にしている。さらには、敵と手首を触れ合わせた状態で戦うシーンがしばしば登場しているが、これは古い中国武術の練習用の戦い方で、ブルース･リーも『燃えよドラゴン』でこれを採用している。
コスチュームは『マッドマックス』『マッドマックス2』でメル・ギブソンが演じた主人公・マックスのような服装をしている。天帝編から髪型が変更となり、靴はウェスタンブーツが標準となった。修羅の国編序盤ではシルヴェスター・スタローンが映画『コブラ』で演じた主人公、マリオン・コブレッティ刑事がコスチュームのモデルである。
特徴的な太い眉毛は、南斗最後の将編あたりになるとそれほど太くは描かれなくなっている。アニメでは1作目の最後まで太い眉毛のまま描かれた。『北斗の拳2』になると原作同様のあまり太くない眉毛になった。『北斗の拳2』の第2話および、劇場版でのジード撃破の場面においては髭を生やした容姿が映されている。なお前者は第3話以降はなくなっており、後者はナイフで剃る場面が描かれていた。
「ケンシロウ」という名前については、読み切り版『北斗の拳』の主人公である霞拳四郎がモデルとなっており、この霞拳四郎は元々姿三四郎からのイメージで名づけられている。

## 衣装
- 原作前期（シンを倒すまで=アニメ版第1部サザンクロス編） - グレー調の肩当てを右肩のみ装着、靴はシューズ
- 原作中期（シンを倒した後〜レイが死ぬまで=アニメ版第2部風雲龍虎編） - 肩当てを左右装着、靴はシューズ
- 原作後期（サウザー編=アニメ版第3部乱世覇道編以降） - 肩当てを左右装着、靴は長靴を思わせるブーツ

なお原作では回によって微妙に衣装デザインが異なっていることも多々あったり（肩当ての形状など）、シャツの有無もあるが、アニメ版1作目では原作前期の衣装で終始通され、『北斗の拳2』では原作後期の衣装となった。

衣装の色はやや濃いブルー（青系）調だが、テレビアニメでの過去の回想シーン（シンがユリアを強奪する場面など）ではグリーン（緑系）調となっている。なおセガから発売された格闘ゲーム『北斗の拳』ではこのカラーも採用されている。

また1986年の劇場版アニメでは、先述のシンがユリアを強奪する場面のみテレビ版1作目と同じ前期仕様で、それ以外は原作中期の衣装デザインとなっている。

なおテレビアニメ版では上半身の服を破った後に次のエピソードへ移った、または強敵（とも）を打ち破った以降で次のエピソードへ移った場合、服が元通りに戻っていたが、『北斗の拳2』では実兄であるヒョウ戦以降は戻っておらず、最終話まで上半身裸のままである。

また上半身を破るシーンにおいてはその際、「右腕のリストバンド」および「左腕のバンテージ」が諸共破かれることもあれば残っていることもあり、毎回ランダムである。

肩当ての色
- 原作中期以降ではシルバー調。アニメ1作目は原作前期に基づきグレー調、アニメ『2』ではゴールド調。また映画劇場版ではシンがユリアを強奪する場面のみテレビ版1作目のグレーで、それ以外では極めて黒に近いダークグリーン調となっている。

右腕に付けているリストバンド
- アニメ1作目や映画劇場版での冒頭（シンがユリアを強奪する場面）では短い（拳一つ分くらい）が、アニメ『2』や映画劇場版の冒頭以外では肘ぐらいまで到達する長さとなっている。

ジャケットの下に着込んでいるシャツ
- 原作では基本的に白（着ていない場合も多い）だが、原作終了後に描かれたジャンプコミックスの背表紙（24巻、26巻）では青色のシャツを着用している。アニメ（1作目、映画）では赤（常に着用）、アニメ『2』以降は着ていない。

なお第108話にてラオウとの決着後、彼の墓の前では肩当てを左右両方に着用しており、シャツは着ていない（※原作中期仕様、ただし色は前期同様グレーのまま）。またテレビアニメ版『北斗の拳2』以降では、（『2』になるにあたってキャラクターデザインが一新されたため）原作後期仕様となり、肩当てを左右両方に装着しており、靴もブーツとなっている。
(※)テレビアニメ版『北斗の拳2』第6話におけるショウキの村での回想シーンにおいてもこの原作中期版（肩当ての色はグレー）であるこの衣装である。
格闘ゲーム『北斗の拳』では、肩当ては左右両方共装着で色は「シルバー調」、右腕のリストバンドは「長く」、靴は「ブーツ」と原作後期で形状は主にアニメ『2』を基準ベースにした衣装であるがアニメ1作目同様赤色シャツを着込んでいる。

## パロディなど
そのキャラクター性から、アニメ・ドラマ作品にパロディキャラクターが多数登場している。
- アニメ『うる星やつら』 には類似キャラクターである「北斗君」が登場する。原作漫画においてはそれと思わせる名前のキャラクターであるだけだが、アニメにおいてはキャラクターデザインも声優もケンシロウそのものになり、より徹底したパロディになっている。また、「ホワタァー!」のように言う台詞も「あ〜終わった〜」と言うシーンがある。声優はケンシロウと同じ神谷明であり、神谷は面堂終太郎役として『うる星やつら』にレギュラー出演していた。
- 『週刊少年ジャンプ』で同時期に連載されていた『ハイスクール!奇面組』では、作者承認のパロディーキャラクターである北殿軒戻樹（ほくとのけん もどき）が登場している。自分に危害がおよびそうになった時のセリフは「私は既に死んでいる」だった。作者の新沢基栄が原哲夫に許可を得てのパロディだったが、作中の扱いがあまりにも酷いため前言撤回して抗議を受け、渋々とりやめることになった。最後の登場シーンでは「ケンシロウとはえらい違いだ」とフォローが入っている。なお、『究極超人あ〜る』の鳥坂先輩も同様のセリフを使用している。これは鳥坂が先述の面堂終太郎をイメージして創作されたキャラクターであるため、後年製作されたラジオドラマ・OVAでも神谷が声を担当している。
- 麻雀漫画『ぎゅわんぶらあ自己中心派』に、ケンシロウのパロディである「北家拳士郎（ほっけ けんしろう）」が準レギュラーとして登場する。麻雀ルールにおける「北家」になると突然強くなり「あたたたたたたた」との掛け声で洗牌し、門前清（めんぜんちん）に徹する「北家神拳」の使い手。だが、鳴きを駆使する「南家聖拳」には弱い。また同作をゲーム化したゲームアーツ製作のシリーズでも門前志向や北家での強さが再現されている。
- 『シティーハンター』の原作初期において、主人公『冴羽獠』がケンシロウのものまねをしたり（単行本第3巻）、ハチに刺された悪役に「お前たちの命は後5分」などと似たような台詞を呟いている（単行本第10巻）。アニメ版での冴羽獠は神谷が演じているほか、原作者・北条司の担当編集者は武論尊、原哲夫と同じ堀江信彦である。また、『シティーハンター』の事実上の続編であるアニメ『エンジェル・ハート』（AH）42話でラオウ役の内海賢二がゲストキャラクターの声を担当した際には、『北斗の拳』での互いの台詞を言い合うシーンがある。これらは原哲夫と『CH』『AH』の作者である北条司が現在に至るまで交友関係にあり、掲載誌が『週刊少年ジャンプ』、『週刊コミックバンチ』と同じであったことや、ケンシロウの声を担当した神谷明が獠の声を担当していたからできたものである。
- 『シティーハンター』を原作にしたフランス制作の実写映画『シティーハンター THE MOVIE 史上最香のミッション』では、神谷が吹き替えを担当した脇役の登場人物・モッコリー市長が、病院でケンシロウの「あたたたたたたた」を弱々しく発言するシーンや、病院で獠（演 - フィリップ・ラショー）と海坊主（演 - カメル・ゴンフー）の戦いに巻き込まれ、殴られて「ひでぶ！」と叫び倒れるシーンがある。「ひでぶ！」はケンシロウに倒されたハートが発した断末魔の叫びであるが、ここでは逆に、そのケンシロウを演じた神谷自らが「ひでぶ！」と叫んでいる。
- テレビアニメ『ルパン三世VS名探偵コナン』では、ルパン三世役の栗田貫一が飲み物が出ない自動販売機に対し「経絡秘孔を突く」と述べ、自動販売機を叩いてコインと飲み物を大量に放出させるシーンが登場する。一方ケンシロウ役の神谷明は本作に毛利小五郎役として出演しており、後半で「ルパン三世が変装した毛利小五郎」（ルパン特有のややふざけた感じを出したもの）役を演じている。
- シューティングゲーム『70年代風ロボットアニメ ゲッP-X』の主役ロボット、ゲッP-Xを操縦するゲッPチームのリーダー、百舌鳥恵一（もず けいいち）は説明書のキャラクター紹介に「胸に七つの傷がある」と紹介されている。ただし、ゲーム本編では披露されていない。声優は神谷明で、『ゲッP-X』の元ネタである『ゲッターロボ』の主人公を神谷が演じていたことによる配役である。
- 『月刊コロコロコミック』で連載されたギャグ漫画『超人キンタマン』では、ケンシロウのパロディキャラクターとして宙殺神拳という拳法を使う「南斗下骨茶（なんとしたこっちゃ）」が中盤からレギュラーとして加わり、「●●はすでに死んでいる」というセリフも連発していた。
- 『コミックボンボン』で連載されたプロレスギャグ漫画『やっぱ!アホーガンよ』では、少年ジャンプロレス所属で中国拳法の達人「ホクトノ・ケン・チャン」が登場している。顔はそっくりに描かれているが体格は二頭身であり、チビと指摘されると激怒して相手の額を突き顔を不細工にしてしまう「超技・秘孔づき」を繰り出す。
- 実写では阿部寛出演の『TRICK』で阿部が演じる上田次郎の「お前はすでに死んでいる」のセリフや、ピンチの時に激昂すると服が破けて比類無き戦闘力で圧倒する設定がある。なお、後に阿部寛は映画版でケンシロウを演じた。
- TBSのドラマ『うちの子にかぎって…』第2シリーズの第2話で、登場人物の居作竜太郎が「お前はもう死んでいる」と言った直後、ケンシロウの顔が現れる演出があった。このシーンでは神谷の声が使用されている。
- ゲーム・アニメ『妖怪ウォッチ』のメインキャラクターである妖怪・ジバニャンは北斗百烈拳のパロディである「ひゃくれつ肉球」を必殺技に使う。またアニメシリーズでは妖怪・コマさん扮する「コマシロウ」が登場するミニストーリー「北斗の犬（けん）」が放送された。この逆に、『DD北斗の拳2』ではジバニャンのパロディキャラクターである「ジバイセキニャン」が登場した。
- 漫画『奇跡の刑事 トミー&マツ』の単行本1巻において、登場人物のトミーが怒って服を破り散らしパンツ一丁になり、「あたたたたたたたたー」や「ひでぶ」、「あべしっ」などの擬音とともに北斗百裂拳らしき連続パンチなどを繰り出していた[11]。
- 『ダウンタウンのごっつええ感じ』にて、ケンシロウ風の衣装を着た松本人志が公衆電話のボタンを北斗百裂拳でつぶし、「お前はもう死んでいる」という内容のコントが存在する。

## その他
- 作画・原哲夫が『森田一義アワー 笑っていいとも!』出演時に「完成に時間のかかった苦悩のキャラクター」として挙げている[12]。2015年の『ナカイの窓』では原が好きなキャラクターだと公言した[13]。
- 原作・武論尊は（ユリアと結ばれるまで）「ケンシロウは童貞」と答えている[14]。
- 第1話「心の叫びの巻」における初登場シーンは餓死寸前で彷徨っているところだった。また、この回では自身を「ケン」としか名乗っておらず、「ケンシロウ」の名前が登場するのは第6話「宿命の再開!の巻」のラスト。
- 荒木飛呂彦の漫画『ジョジョの奇妙な冒険』第6部ストーンオーシャンに名前が登場する。ファンタジーを現実のものとするスタンドにより、東京に現れてラオウと戦い、勝利するがその余波で東京が壊滅的被害を受けた。
- 2011年12月9日、『月刊コミックゼノン』の「コミックゼノンオンラインストア」販促企画として制作された、スワロフスキー約50万個（時価1000万円、原価750万円）を纏った「等身大ケンシロウ」（全長約185cm、限定1体）を、同年12月11日よりYahoo!オークション内の「東日本大震災チャリティーオークション」に出品する旨を明らかにした[15][16] 。同商品は原哲夫監修・海洋堂製作。武論尊・原哲夫のサイン入り証明書も付随。2012年2月5日、同商品が約300万円で落札され、既に落札者のもとに納入された旨明らかにされた。なお、落札価格の10%にあたる30万円が日本赤十字社と通じて被災地へ寄付されたという[17]。
- テレビCMにも登場している。リクルート社の求人情報フリーペーパー「タウンワーク」のCMでは、テーマ曲「愛をとりもどせ!!」の替え歌が流れる中、ケンシロウがいつもの服を破ってサラリーマンや宅配業者に変身し、名刺やダンボール箱を北斗百裂拳のように猛スピードで差し出すというもの。最後にケンシロウがタウンワークを一冊手にとって示し、ナレーターの千葉繁が「タウンワーク社員、出ぇったぁ〜!」とナレーションをして閉める。
- 2012年にはロッテの眠気予防ガム「ブラックブラック」のCMに登場。北斗の拳ならぬ「黒斗の拳（こくとのけん）」と題したショートアニメが製作された。今にも居眠り運転をしそうな暴徒の車に置いてあるガムボトルの中からケンシロウが出てきて、暴徒の口にブラックブラックを放り込み「あたたた!」の掛け声とともに「噛斗睡斬拳（かむとスッキリけん）」を繰り出す。その後「お前はもうスッキリしている!」と告げ、居眠り運転を阻止するというストーリーになっている。
- 『真救世主伝説 北斗の拳』でケンシロウを演じている阿部寛主演の2012年公開映画『テルマエ・ロマエ』において上戸彩演じる山崎真実が「ケンシロウ…」と呟くシーンがある。
- 2016年3月26日の北海道新幹線の開業日に合わせて新函館北斗駅と同じ建物内にある北斗市観光交流センターに銅像が設置されることとなった[18]。
- 大相撲で、稀勢の里が土俵入りする際の太刀持ち役・高安の化粧まわしにはケンシロウが描かれている[19][20][21]。
- 『北斗の拳』の連載35周年を記念して行われた人気投票「北斗の拳 国民総選挙」では、第6位にランクインしている。